# Cruz pátea
A cruz pátea (derivada do francês croix pattée significando cruz patada), por vezes chamada cruz templária, e na maioria das vezes apelidada de cruz de Malta, sendo mais do que uma cruz específica, é uma categoria de cruzes caracterizadas por terem pontas mais amplas no seu perímetro do que no centro, configurando "patas", ou, mais simplificadamente, um design heráldico para todas as cruzes de pontas abertas e iguais.

Na configuração mais conhecida, com as bordas das pontas côncavas. Inicialmente usada pela Ordem dos Templários em vermelho ("cruz de goles")
Menos curvada, variante usada igualmemte pela Ordem dos Templários, dos Cavaleiros Teutônicos e pelo Exército Federal na Alemanha moderna.
Com pontas convexas chamada "cruz pátea alesada arredondada", variante usada igualmente pela Ordem dos Templários em Portugal a vermelho. Uma cruz mais similar, a "cruz de Cantuária" é associada com a Igreja da Inglaterra.
Com pontas triangulares preenchendo quase todo o espaço
Com pontas triangulares que não preenchem o quadrado mas como uma variante da Cruz de Malta sem pontas quebradas, ou ainda na Suécia como variante da Cruz de São Jorge)
Com linhas paralelas retas partindo do centro. As pontas podem ser curvas ou triangulares. Nesse último caso pode ser considerada variante da Cruz de Cristo
A configuração típica da cruz de Amalfi, usada também pela Ordem de Malta, com braços iguais de oito pontas, é outro exemplo clássico de cruz pátea.

A cruz pátea enquanto design heráldico, designa na sua generalidade tanto a Cruz da Ordem dos Cavaleiros de Malta como a Cruz da Ordem Militar de Cristo dentre tantas outras, o que não deixa de fazer sentido, pois na sua especificidade são cruz com pontas iguais e abertas. Difere portanto somente o formato páteo usado na Cruz da Ordem do Templo, que não tem o mesmo formato páteo da Cruz da Ordem de Malta. Já a Cruz da Ordem Militar de Cristo nasceu de facto de sua transformação, no século XIV e no Reino de Portugal, passar a assumir os bens e regras da Ordem do Templo que entretanto tinha sido forçada a ser extinta. Embora muitas vezes, por questões de simplificação, as pontas quebradas da Cruz de Malta ou ainda o uso da cruz grega central vazada na Cruz de Cristo sejam ignoradas, sempre se configuram como cruzes páteas.
Essa confusão é bastante usual no mundo inteiro, uma vez que o termo "Cruz de Malta" é usado como apelido popular (figura de linguagem conhecida como metonímia) para designar todas as formas de cruzes páteas, como ilustra por exemplo, a codificação Unicode que utiliza o símbolo de cruz pátea para o carácter denominado "Cruz de Malta" (✠ no ponto de código U+2720 da seção Dingbats).
Mais importante é a designação de cruzes páteas informadas pelo site das Ordens Honoríficas Portuguesas da presidência de Portugal, que demonstra a variada derivação das cruzes páteas, sejam elas gregas (quadradas) ou latinas (retangular, tal qual o crucifixo cristão), como a Cruz da Ordem Militar de Cristo, a Cruz da Ordem do Infante Dom Henrique, e a Cruz da Ordem do Mérito;
Quanto à simplificação, no Brasil é particularmente conhecida a derivação heráldica da cruz pátea adotada pelo Club de Regatas Vasco da Gama. Ela decorreu da simplificação da Cruz de Cristo inteiramente encarnada que foi adotada na fundação do clube, inspirada na liberdade artística do artista português Roque Gameiro, constante nas gravuras da partida de Vasco da Gama à Índia e sua chegada a Calicute. Assim a denominação Cruz de Malta foi adotada desde a fundação do clube por metonímia (apelido), tanto no estatuto quanto no hino, popularizado através do epíteto "cruzmaltino".

A Cruz de Ferro ou "Eiserne Kreuz", condecoração utilizada pela Alemanha somente em tempos de guerra, apesar de por costume ser considerada uma categoria à parte principalmente na própria Alemanha, é derivada da cruz pátea ("Tatzenkreuz") da Ordem dos Cavaleiros Teutônicos e assemelha-se à variante estilizada da Cruz Preta ("Schwarzes Kreuz") em uso pela Bundeswehr.